# Andreas Kneller
Andreas Kneller (även: Kniller, Knüller, Knoller), född den 23 april 1649 i Lübeck, död den 24 augusti 1724 i Hamburg, var en tysk tonsättare och företrädare för den nordtyska orgelskolan.
Andreas Kneller tillhörde en konstnärsfamilj. Såväl Andreas välkände äldre bror sir Godfrey Kneller som hans far var målare. 1667 blev Kneller utnämnd till Melchior Schildts efterträdare i Hannover. 
Den 1 december 1685 blev han på förslag från Johann Adam Reincken vald till organist vid Sankt Petri i Hamburg. Året därpå giftade han sig med Reinckens dotter, Margaretha Maria. 
1723 pensionerade han sig till förmån för sin svärson Jakob Henke, som redan sedan 1717 var verksam som ställföreträdande organist i kyrkan. Kneller dog ett år senare vid 75 års ålder.

## Verk
Liksom när det gäller många andra av kompositörerna inom den nordtyska orgelskolan är endast ett fåtal av hans kompositioner bevarade till eftervärlden. Så vitt man vet finns följande kvar:
- tre fullständiga preludier (i F-Dur, G-Dur och d-Moll) och några fragment, liksom
- en partita med åtta variationer över Nun komm der Heiden Heiland.